# Диера молочноцветковая
Дие́ра молочноцветко́вая, или джелуто́нг, или мала́йское ка́медное де́рево, или да́йра тонкоребри́стая (лат. Dyera costulata), — вид растений рода Диера (Dyera) семейства Кутровые (Apocynaceae).

## Ботаническое описание
Диера молочноцветковая — дерево, широко распространённое на индонезийских островах Суматра и Восточный Калимантан, также в Малайзии. Диера молочноцветковая вырастает до значительной высоты — 60 м, её ствол — прямой и цилиндрический, длиной до 27 м, диаметр ствола до 2,5 м. Кора дерева серого цвета. Если на коре дерева сделать надрез, то дерево начнёт выделять смолу, содержащую большое количество каучука. Эта смола служит сырьём для изготовления жевательной резинки. Листья диеры сложные пальчатые, имеющие вторичный черешок; на рахисе располагается от 6 до 8 листьев. Цветки — молочнобелые, открываются вечером, в период между 5—7 часами. Цветы увядают и отпадают через 12 часов после распускания. Плоды дерева представляют собой большой стручок-близнец, созревающий через 2—3 месяца.

## Хозяйственное значение и применение
Древесина джелутонга содержит в своем составе большое количество природного каучука, по этой причине она очень устойчива к воздействию воды.
Древесина диеры молочноцветковой — ровная, волокна её — прямые, текстура — тонкая и ровная. Сердцевина и заболонь древесины имеют одинаковый кремово-белый цвет, после сушки цвет древесины меняется на светло-соломенный. Древесина лишена узора, очень блестящая, на тангенциальном разрезе имеет похожие на щели радиальные каналы для латекса. При обработке эти дефекты устраняются распиливанием бревна на относительно небольшие куски.
Древесина диеры молноцветковой легка в обработке, представляет собой превосходный материал для резьбы, изготовления архитектурных моделей, деревянной обуви, перегородок, мебели, карандашей. Брёвна дерева также можно обтачивать до сердцевины, получая шпон, из которого производят фанеру. Опилки от диеры молочноцветковой вызывают аллергические дерматиты. Корни дерева используются в качестве заменителя пробки.
Ближайший родственник диеры молочноцветковой — диера многолистная (лат. Dyera polyphylla).